# Zyklon B
Zyklon B [ciklón bé] je bilo trgovsko ime pesticida, ki so ga uporabljali za pobijanje zapornikov v nekaterih uničevalnih taboriščih Tretjega rajha med holokavstom. Sestavljala ga je podlaga iz majhnih kroglic, vlaknastih ploščic ali diatomejske prsti (iz alg s kremenasto lupinico). Podlaga je bila prepojena s cianovodikovo (prusko) kislino, stabilizatorjem in opozorilnimi vonjavami. Iz sestavin, vzetih iz zatesnjenih vsebnikov, je izhajal plinast vodikov cianid.

## Uporaba na ljudeh
Kot smrtno kemično orožje so Zyklon B uporabljali v plinskih celicah uničevalnih taborišč Auschwitz-Birkenau in Majdanek. Sprva so ga v taboriščih uporabljali samo za uničevanje uši, da bi omejili širjenje tifusa. 
Januarja ali februarja 1940 so 250 romskih otrok iz Brna v koncentracijskem taborišču Buchenwald uporabili kot poskusne zajčke pri uporabi Zyklona B. Septembra 1941 so poskuse izvajali v taborišču Auschwitz I. Proizvajalca pesticida sta bili nemški podjetji Degesch (Deutsche Gesellschaft für Schädlingsbekämpfung mbH) in Testa (Tesch und Stabenow, Internationale Gesellschaft für Schädlingsbekämpfung m.b.H.) pod licenco imetnika patenta IG Farben. Nacisti so podjetju Degesch ukazali proizvodnjo brez opozorilnega vonja, s čimer so prelomili nemški zakon. Po drugi svetovni vojni so zaradi dobavljanja strupa dva direktorja Tescha usmrtili po sklepu britanskega vojaškega sodišča.
Pobijanje internirancev s plinom je lahko potekalo tako, da so jih pod pretvezo, da jih čaka prhanje, odpeljali v sobo, ki je res izgledala kakor umivalnica, vendar je iz prh namesto vode prihajal plin. Po preteku določenega časa so sobo odprli in pobrali trupla. 
Nasprotniki teorij holokavsta so po vojni trdili, da se je cianovodik iz podlage izločal zelo počasi, kar naj ne bi zadoščalo za hitro in učinkovito smrt večjega števila ljudi.
Ironično je, da je Zyklon B leta 1920 razvil Fritz Haber, nemški kemik, ki je bil po poreklu Jud in se je zato moral leta 1934 izseliti iz Nemčije.
Uporaba besede Zyklon (nemško za ciklon) med Judi še vedno zbuja burne odzive. Leta 2002 sta se podjetji Bosch Siemens Hausgeräte (za proizvodnjo gospodinjske opreme) in Umbro morali odreči poskusom, da bi za svoje izdelke uporabili to ime. 
Zyklon A z aktivnim sredstvom metilnim cianohidratom so prav tako uporabljali kot pesticid. Njegovo proizvodnjo je prepovedala versajska mirovna pogodba, saj ga je moč uporabiti pri izdelavi strupenih plinov.